# Jutlandia Południowa
Jutlandia Południowa (duń. Sønderjyllands Amt) – jeden z duńskich okręgów istniejących w latach 1970–2006. Okręg ten został utworzony 1 kwietnia 1970 na mocy reformy podziału administracyjnego Danii, zaś zlikwidowany podczas kolejnej reformy z 2007. Jego obszar został wówczas włączony do nowego regionu administracyjnego Dania Południowa.
Niemiecką nazwą okręgu Jutlandii Południowej jest Nordschleswig (Szlezwik Północny). Jest to najbardziej na południe położone 30 kilometrów Półwyspu Jutlandzkiego. Rejon ten należy do Danii od czasu plebiscytu w 1920 roku. To tu znajduje się największe skupisko mniejszości niemieckiej. Pomimo tego faktu podczas II wojny światowej był to jedyny niemiecki rejon odebrany po I wojnie światowej, którego Niemcy nie włączyli do Wielkiej Rzeszy.

## Gminy
- Augustenborg
- Bov
- Bredebro
- Broager
- Christiansfeld
- Gram
- Gråsten
- Haderslev
- Højer
- Lundtoft
- Løgumkloster
- Nordborg
- Nørre-Rangstrup
- Rødding
- Rødekro
- Skærbæk
- Sundeved
- Sydals
- Sønderborg
- Tinglev
- Tønder
- Vojens
- Aabenraa